# Ursula Zeitz
Ursula Zeitz, verheiratete Ursula von Bose, (* 15. Februar 1917 in Konitz; † 13. August 2011 in Hamburg) war eine deutsche Schauspielerin und Hörspiel- und Synchronsprecherin.

## Leben
Ursula Zeitz erhielt Schauspielunterricht bei Lina Carstens. Ein frühes Engagement führte sie 1937 an die Münchner Kammerspiele. Es folgten Bühnenverpflichtungen an das Deutsche Theater (1938–1939) und das Schillertheater (1940–1942) in Berlin. Nach 1945 spielte sie an der Jungen Bühne in Hamburg. Neben ihrer Bühnentätigkeit trat Zeitz auch in Film- und Fernsehproduktionen wie Männer vor der Ehe (1936, ihr Debüt), Toxi, Ein Tag ohne die Mutti, Nur nicht aufregen, Kein Abend ohne Eiermann, die Fernsehserie Die Schwarzwaldklinik und Geständnis unter vier Augen auf. Einem breiten Publikum wurde sie durch ihre Hauptrolle der Else Grothe neben Heinz Engelmann (Christian Grothe) in der 1970er-Jahre-Serie Junger Herr auf altem Hof unter Regie von Hermann Kugelstadt bekannt.
Daneben arbeitete sie als Synchronsprecherin und lieh ihre Stimme unter anderem Honor Blackman in Paris um Mitternacht und Sarah Lawson in Terence Rattigans Konflikt des Herzens. Ein breites Tätigkeitsfeld fand sie auch als Sprecherin in kommerziellen Hörspielen für Kinder und Jugendliche, wie etwa durch die Rolle der Erna Sauerlich in Ein Fall für TKKG. Außerdem ist sie in Fünf Freunde und Barbie zu hören.
Ursula Zeitz war mit dem Diplomingenieur Georg von Bose verheiratet. Einige Film-, Fernseh- und Hörspielarbeiten tätigte sie unter dem Ehenamen. Das Paar ruht auf dem Friedhof Ohlsdorf, unterhalb von Kapelle 12.

## Filmografie (Auswahl)
- 1936: Männer vor der Ehe
- 1938: Am seidenen Faden
- 1941: Hochzeitsnacht
- 1941: Das tapfere Schneiderlein
- 1943/47: Jan und die Schwindlerin
- 1950: Des Lebens Überfluß
- 1952: Toxi
- 1952: Der Weg zu Dir
- 1953: Ein Tag ohne die Mutti (Kurzfilm)
- 1954: Kein Abend ohne Eiermann (Fernsehfilm)
- 1954: Geständnis unter vier Augen
- 1969–1970: Junger Herr auf altem Hof (Fernsehserie) – 13 Folgen
- 1989: Die Schwarzwaldklinik (Fernsehserie)
- 1998: Evelyn Hamanns Geschichten aus dem Leben (Fernsehserie)

## Hörspiele (Auswahl)
- 1949: Horst-Günther Patzke: Sternschnuppen (Stimme) – Regie: Gustav Burmester
- 1949: Johann Wolfgang von Goethe: Faust I (Lieschen) – Regie: Ludwig Cremer
- 1949: Népomucène Jonquille: Das seltsame Abenteuer des Herrn Biche (Agnes, Wecker) – Regie: Kurt Reiss
- 1949: Hans-Egon Gerlach: Goethe erzählt sein Leben (33. Teil: Das Haus am Frauenplan) – Regie: Mathias Wieman
- 1950: Gerhart Hauptmann: Michael Kramer (Alwine Lachmann) – Regie: Otto Kurth
- 1950: Ernst Schnabel: Ein Tag wie morgen. 1. Februar 1950. Die Summe aus 80.000 Tagebüchern (Junge Frau) – Redaktion und Regie: Fritz Schröder-Jahn
- 1950: Hans Christian Branner: Das Hörspiel des Auslands: Hundert Kronen (Illusion). übersetzt aus dem Dänischen – Bearbeitung und Regie: Kurt Reiss
- 1952: Hans Rothe: Verwehte Spuren – Regie: Gerd Fricke
- 1952: Gerhart Herrmann Mostar: Das Gericht zieht sich zur Beratung zurück (Folge: Kann Wahrheit beleidigen) (Frau Wenzel) – Regie: Gerd Fricke
- 1954: Dylan Thomas: Unter dem Milchwald (3. Nachbarin/Weitere 4. Frau) – Regie: Fritz Schröder-Jahn
- 1955: Horst Mönnich: Prozeßakte Vampir (5. Teil: Mr. Cross erzählt: Auf dem Grunde des Meeres) (Pförtnerin) – Regie: Hans Gertberg
- 1955: Hans Werner Richter: Pipapo – die Geschichte eines Drehbuchs – Regie: Hans Gertberg

## Synchronrollen
- Brenda Bruce in Rauschgift an Bord als Lily Leggett
- Dorothy Alison in Rivalen im Urwald als Maria
- Honor Blackman in Paris um Mitternacht als Rhoda O'Donovan
- Sally Ann Howes in Nicholas Nickleby als Mary Nickleby
- Sandra Dorne in Auf falscher Spur als Kyra (1. Synchro)